# 티모시 리어리
티모시 프랜시스 리어리(영어: Timothy Francis Leary, 1920년 10월 22일 ~ 1996년 5월 31일)는 미국의 심리학자이자 작가이며 예비역 미국 육군 하사 출신인데, 환각성 약물의 긍정적 잠재력을 지지한 대표적 인물로 잘 알려져 있다.

## 생애
리어리는 1920년 매사추세츠 주의 스프링필드에서 아일랜드계 카톨릭 가정에서 태어났다. 부친 티모시 "토트" 리어리(Timothy "Tote" Leary)는 치과의사였으며, 리어리가 14세였을 때 부모는 이혼했다. 아버지의 압력으로 인해 군사 장교와 관련된 훈련을 여러 차례 받기도 한 리어리는 군 내에서 선발되어 앨러배마 대학교에서 교육받게 되나, 여자 기숙사에서 하룻밤을 보낸 것으로 인해 퇴학당하고 미국 육군에 징병된다. 결국 리어리는 원격교육으로 앨러배마 대학으로부터 학사학위를 받는다.
심리학과 생물학에 관심을 가지고 학업을 지속하여 임상심리학에서 박사학위를 받은 리어리는 LSD 등의 환각성 약물이 정신의학적 치료에 효과적으로 사용될 수 있을 것이라고 생각했으며, 스스로 복용한 뒤 LSD를 통한 정신과 자아의 확장을 역설하였다.

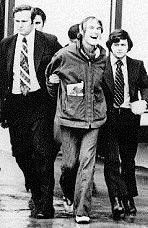
BNDD 요원들에게 체포당하는 리어리, 1972년

그의 환각제 복용과 옹호 활동은 당시 많은 대중의 반대의견을 불러일으켰을 뿐만 아니라 법에도 저촉되는 일이었기 때문에, 1960·70년대에 걸쳐 그는 전세계에서 36개의 교도소에 갇힌 적이 있을 정도로 자주 체포되었으며, 당시 미국의 대통령 리처드 닉슨은 리어리를 "미국에서 가장 위험한 자"라고 묘사하기도 했다. 한편 많은 히피족들은 리어리를 선구자나 지도자로 추앙하고 지지하기도 했다.
리어리는 1995년 1월 전립선암을 진단받았다. 그는 자신의 이 암으로 인해 1996년 5월 31일 미국 로스앤젤레스에서 사망했다.

## 같이 보기
- 그레이트풀 데드